# Eryk Porąbka
Eryk Porąbka (ur. 16 września 1914 r., zm. 10 czerwca 1998 r.) – polski urzędnik, podsekretarz stanu w Ministerstwie Górnictwa, dyrektor Zjednoczenia Przemysłu Węglowego oraz prezes Wyższego Urzędu Górniczego.
Urodził się 16 września 1914 r. w Markowicach w powiecie raciborskim. W 1927 r. rozpoczął naukę w gimnazjum matematyczno-przyrodniczym w Katowicach, które ukończył w 1934 r. W latach 1934–1939 studiował na Akademii Górniczo-Hutniczej w Krakowie, której dyplom z powodu wybuchu II wojny światowej uzyskał dopiero w 1946 r. 
Po wyzwoleniu Górnego Śląska został skierowany do tzw. grupy operacyjnej Śląsk, gdzie jako pełnomocnik rządu był odpowiedzialny za przejmowanie administracji od Armii Czerwonej. 10 maja 1945 r. rozpoczął pracę w kopalni „Bytom”, zaczynając od najniższych stanowisk, a kończąc jako dyrektor tegoż zakładu. 2 maja 1955 r. powołano go na stanowisko naczelnego dyrektora Gliwickiego Zjednoczenia Przemysłu Węglowego, a w kwietniu 1957 r. na naczelnego dyrektora Zabrzańskiego Zjednoczenia Przemysłu Węglowego (po połączeniu zjednoczenia gliwickiego i zabrzańskiego). 
W tym czasie Porąbka został też prezesem Klubu Sportowego Górnik Zabrze – dzierżył jego stery od 14 maja 1957 r. do 22 lutego 1959 r.
W 1964 r. został podsekretarzem stanu – pierwszym zastępcą ministra górnictwa i energetyki. 27 września 1974 r. został powołany na stanowisko Prezesa Wyższego Urzędu Górniczego oraz jednocześnie pełnomocnika rządu dla spraw szkód górniczych. Prezesem WUG był przez dwa lata - 1 maja 1976 r. przeszedł na emeryturę. 
Zasłużył się nie tylko dla górnictwa. Z efektów jego starań i zaangażowania przez wiele lat korzystali… narciarze w Szczyrku. Wszystkie wyciągi oraz trasy narciarskie, które zostały zbudowane w ramach tamtejszego Górniczego Ośrodka Narciarskiego, finansowane były przez przemysł węglowy.
Eryk Porąbka zmarł 10 czerwca 1998 r. Pogrzeb odbył się 13 czerwca w Gliwicach.

## Odznaczenie
- Order Sztandaru Pracy I klasy (1969)[2]
- Krzyż Komandorski Orderu Odrodzenia Polski (1964)[3]
- Złoty Krzyż Zasługi (1951)[4]
- Krzyż Kawalerski Orderu Odrodzenia Polski (1954)[5]
- Medal 10-lecia Polski Ludowej (1954)[6]
- Odznaka „Zasłużony Działacz Turystyki” (1963)[7]